# Dolenji Podboršt pri Trebnjem
Dolenji Podboršt pri Trebnjem je naselje u slovenskoj Općini Trebnju. Dolenji Podboršt pri Trebnjem se nalazi u pokrajini Dolenjskoj i statističkoj regiji Jugoistočnoj Sloveniji. 

## Stanovništvo
Prema popisu stanovništva iz 2002. godine naselje je imalo 38 stanovnika.